# Alotanypus venusta
Alotanypus venusta är en tvåvingeart som först beskrevs av Daniel William Coquillett 1902.  Alotanypus venusta ingår i släktet Alotanypus och familjen fjädermyggor. Inga underarter finns listade i Catalogue of Life.